# Lijn 7 (metro van Shanghai)
Lijn 7 van de Metro van Shanghai is een metrolijn in Shanghai. Hij verbindt het district Baoshan in Shanghai met het centrum en Pudong en de locatie van Expo 2010. De lijn loopt van Meilan Lake in Baoshan naar Huamu Road in Pudong.

## Geschiedenis
- Begin van de bouw: 24 november 2005.
- Het eerste stuk van de lijn tussen Huamu Road en de Universiteit van Shanghai werd opengesteld op 5 december 2009.[1]
  - In de eerste maanden na ingebruikname reden de treinen alleen van 9.00 tot 16.00 uur om de lijn uitgebreid te testen.
  - Op 20 februari 2010 werden de diensturen gewijzigd, zodat ze aansloten op de andere metrolijnen.[2]
- Op 20 april 2010 werd metrohalte Houtan in gebruik genomen.
- In december 2010 werden drie stations geopend aan de noordelijke uitbreiding van de lijn.
- In juni 2011 werden nog twee stations geopend aan de noordelijke uitbreiding.